# Pyrgoniscus intermedius
Pyrgoniscus intermedius är en kräftdjursart som beskrevs av Lewis1998. Pyrgoniscus intermedius ingår i släktet Pyrgoniscus och familjen Armadillidae. Inga underarter finns listade i Catalogue of Life.